# 非洲孔雀鯛
非洲孔雀鯛為輻鰭魚綱鱸形目隆頭魚亞目慈鯛科的其中一種，被IUCN列為易危保育類動物，分布於非洲馬拉威湖流域，為特有種，體長可達8公分，棲息沙底質水域，以小型無脊椎動物為食，可做為觀賞魚。

## 擴展閱讀
維基物種上的相關：非洲孔雀鯛